# Wan Kang
Wan Kang (čínsky pchin-jinem Wàn Gāng, znaky 万钢; * srpen 1952) je bývalý čínský automobilový inženýr a politik, ministr vědy a techniky (2007–2018) a místopředseda celostátního výboru Čínského lidového politického poradního shromáždění (2008–2023). Je členem Čínské strany snahy o spravedlnost, jedné z menších politických stran v Čínské lidové republice a v letech 2007–2022 ji vedl. Studoval inženýrství v Číně a Německu, kde po studiích zůstal a téměř deset let pracoval v automobilce Audi. Roku 2000 se vrátil do Číny, kde zaujal vedoucí pozice v řízení programu výboje nových elektromobilů a působil ve vedení univerzity Tchung-ťi v Šanghaji, v letech 2004–2007 jako její prezident.

## Život
Wan Kang se narodil v srpnu 1952 v Šanghaji. Po střední škole byl poslán jako „mladý vzdělanec“ na venkov do okresu Jen-ťi v provincii Ťi-lin na severovýchodě Číny. Roku 1975 zahájil vysokoškolské studium na katedře silnic a mostů na Severovýchodní lesnické univerzitě, po skončení studia roku 1978 zůstal na katedře fyziky jako vyučující. Roku 1979 byl přijat k magisterskému studiu experimentální mechaniky na univerzitě Tchung-ťi v Šanghaji, absolvoval roku 1981 a zůstal na univerzitě jako učitel v laboratoři optické mechaniky. Roku 1985 získal stipendium Světové banky a odjel do německého Clausthalu na postgtraduální studium na tamní technické univerzitě, doktorát získal roku 1991, potom přijal zaměstnání v automobilce Audi, kde působil jako inženýr v oddělení technického vývoje, technický manažer výrobního oddělení a oddělení hlavního plánování, současně v letech 1994 a 1995 byl jmenován profesorem na částečný úvazek a školitelem doktorandů Technické univerzity v Clausthalu a univerzity Tchung-ťi. Podílel se na vývoji palivových článků pro automobily.
Roku 1999 předložil čínským úřadům návrh na vývoj elektromobilů, který byl přijat pozitivně a roku 2000 se Wan Kang na pozvání ministerstva vědy a techniky vrátil do Číny. Brzy poté byl ministerstvem vědy a techniky jmenován hlavním vědeckým pracovníkem „programu 863“ (státního programu rozvoje klíčových vysoce technologických oborů) pro elektrická vozidla. V roce 2001 se Wan Gang vrátil do Tchung-ťi, kde byl jmenován pomocníkem prezidenta univerzity, děkanem automobilové školy a ředitelem Centra pro inženýrství nových energetických vozidel; V březnu 2003 byl zvolen členem celostátního výboru Čínského lidového politického poradního shromáždění; v červnu 2003 se stal viceprezidentem a v červenci 2004 byl jmenován prezidentem univerzity Tchung-ťi (do roku 2007). V březnu 2005 postoupil mezi členy stálého výboru celostátního výboru Čínského lidového politického poradního shromáždění a v roce 2006 byl také jmenován místopředsedou Šanghajské městské asociace pro vědu a technologie.
Vstoupil do Čínské strany snahy o spravedlnost, jedné z menších politických stran v Čínské lidové republice, a v prosinci 2006 byl zvolen místopředsedou jejího ústředního výboru. V dubna 2007 byl ministr vědy a techniky Sü Kuan-chua odvolán ze své funkce z důvodu vysokého věku; novým ministrem vědy a techniky byl jmenován Wan Kang. Stal se prvním nekomunistickým ministrem čínské vlády od rezignace ministra vodních zdrojů a elektřiny Fu Cuo-iho roku 1972.
V prosinci 2007 byl na celostátním sjezdu zvolen předsedou ústředního výboru strany Čínské strany snahy o spravedlnost (znovuzvolen na sjezdech v letech 2012 a 2017, ve funkci do roku 2022); v březnu 2008 byl zvolen místopředsedou celostátního výboru Čínského lidového politického poradního shromáždění (znovuzvolen v letech 2013 a 2018, ve funkci do roku 2023). V ministerské funkci pokračoval i ve vládách jmenovaných v březnu 2008 a březnu 2013, z vlády odešel až v březnu 2018. Současně v letech 2016–2021 předsedal národnímu výboru Čínské asociace pro vědu a techniku.
V prosinci 2022 ho v předsednictví Čínské strany snahy o spravedlnost nahradil Ťiang Cuo-ťün, který v březnu 2023 převzal i Wan Kangovo místopředsednické křeslo v celostátním výboru Čínského lidového politického poradního shromáždění. Wan Kang pak odešel na penzi.